# Rielves
Rielves est une commune d'Espagne de la province de Tolède dans la communauté autonome de Castille-La Manche.

## Administration
| Période                                  | Période  | Identité                                | Étiquette  | Qualité |
| ---------------------------------------- | -------- | --------------------------------------- | ---------- | ------- |
| 1979                                     | 1983     | David del Castillo Zamora               | UCD        |         |
| 1983                                     | 1991     | Rafael Pérez Romojaro                   | AP puis PP |         |
| 1991                                     | 2007     | Pedro Cabezas Ezquerra                  | PSOE       |         |
| 2007                                     | 2015     | Ángel Calvo Romojaro                    | PP         |         |
| 2015                                     | En cours | Luis Vicente Arellano García Arcicóllar | PSOE       |         |
| Les données manquantes sont à compléter. |          |                                         |            |         |